# Observatório Europeu do Sul
O Observatório Europeu do Sul (OES — em inglês:  European Southern Observatory — ESO) é uma organização intergovernamental de pesquisa em astronomia, composta e financiada por dezassete países (dezasseis estados membros e um parceiro). Foi criado em 1962 com o objetivo de proporcionar as mais avançadas instalações e acesso ao céu austral para astrónomos europeus. A organização emprega cerca de 700 funcionários e recebe contribuições anuais, dos Estados-membros e parceiros, de aproximadamente 198 milhões de euros.
O OES é afamado pela construção e operação de alguns dos maiores e tecnologicamente mais avançados telescópios baseados em terra do mundo. Estes incluem o New Technology Telescope (NTT), que foi pioneiro na tecnologia de óptica ativa, e o Very Large Telescope (VLT), que consiste de quatro telescópios de 8m e quatro telescópios auxiliares de 1,8m. Atualmente o principal projeto em curso é a construção do Extremely Large Telescope (ELT). Participou, nos últimos anos, na construção do Atacama Large Millimeter Array (ALMA), que teve a primeira luz em 2011. O projeto ALMA é uma colaboração internacional entre a Europa, a Ásia Oriental e América do Norte em cooperação com a República do Chile. O executivo europeu é representado pelo OES, que também abriga o centro europeu da ALMA.
O ELT é um telescópio de 39 metros cujo projeto está atualmente em fase de construção e será o maior olho do mundo para o espaço. Sendo um telescópio extremamente grande, ele vai propiciar um enorme avanço no conhecimento astrofísico, permitindo estudos detalhados a respeito de exoplanetas, os primeiros objetos do Universo, super-buracos negros, e a natureza e distribuição da matéria escura e energia escura. O OES tem trabalhado juntamente com a sua comunidade de usuários astrônomos e astrofísicos europeus para projetar esse novo telescópio desde o final de 2005.
O OES já realizou importantes descobertas astronômicas e produziu diversos catálogos astronômicos. Conquistas recentes incluem a descoberta da mais distante explosão de raios gama e as evidências de um buraco negro no centro da nossa galáxia, a Via Láctea. Em 2004, astrônomos do VLT obtiveram a primeira imagem de um exoplaneta, 2M1207b, orbitando uma anã marrom a 173 anos-luz de distância. O instrumento High Accuracy Radial Velocity Planet Searcher (HARPS), instalado em outro telescópio do OES, levou à descoberta de muitos outros exoplanetas, incluindo Gliese 581c, um dos menores planetas fora do Sistema Solar encontrados até hoje. O VLT também descobriu a galáxia candidata ao título de a mais distante jamais vista por seres humanos, Abell 1835 IR1916.
Participou nos esforços de obtenção da primeira imagem de um buraco negro, divulgada em 2019.
Os Estados-membros do OES são: Bélgica, Alemanha, França, Países Baixos, Suécia, Dinamarca, Suíça, Itália, Portugal, Reino Unido, Finlândia, Espanha, República Tcheca, Áustria, Polónia e Irlanda. Em 2017, a Austrália celebrou uma parceria estratégica com o ESO. O Chile é o país de acolhimento.

## Instalações
A maioria das instalações de observação estão localizados no Chile e o centro de operações está localizado em Garching, próximo de Munique, Alemanha. O OES opera os três maiores observatórios no deserto de Atacama, situado no Chile.
- Observatório de La Silla
- Observatório Paranal, na qual inclui o Very Large Telescope
- Observatório do Llano de Chajnantor

Um dos projetos mais ambiciosos do OES era a construção do Overwhelmingly Large Telescope ou OWL, que acabou por ser abandonado e substituído pelo do Extremely Large Telescope (ELT), por ser demasiado complexo e caro.

## ESO Supernova
Em 2011, após vários anos de desenvolvimento da ideia para um novo espaço para a educação e divulgação da astronomia, Klaus Tschira, Director Geral da Klaus Tschira Stiftung (KTS) e o Heidelberg Institute for Theoretical Studies (HITS), iniciaram as discussões com o Observatório Europeu do Sul para que este acolhesse tal instalação.
Em dezembro de 2013 o OES aceitou oficialmente a doação.
A construção do edifício teve início em 2015, junto ao quartel geral do OES. O site do ESO Supernova foi lançado ao mesmo tempo.
O planetário e centro de visitantes ESO Supernova foi inaugurado no dia 26 de abril de 2018 e aberto ao público no dia 28 de abril de 2018.
Foi o primeiro planetário de código aberto do mundo, disponibilizando diverso conteúdo em vídeo, imagem e outros.